# Podob
Podob je naselje v Občini Slovenske Konjice.